# José Marcelo Salas
José Marcelo Salas Melinao (Temuco, 24 de desembre de 1974) és un reconegut futbolista xilè, ara retirat, que va jugar professionalment a Xile, Argentina i Itàlia entre mitjans dels anys 90 i finals dels 2000. Va vestir les samarretes del Universidad de Chile (en dues etapes), River Plate (en dues etapes), Lazio i Juventus de Torí.
Amb 37 gols en 70 aparicions, Salas és el golejador històric de la selecció xilena. D'acord amb el rànquing elaborat per la Federació Internacional d'Història i Estadística de Futbol (IFFHS), Marcelo Salas és el millor davanter i el segon millor futbolista de la història de Xile, després el defensa Elías Figueroa. Aquesta evidència estadística coincideix amb les designacions fetes pel diari El Mercurio, el 2008, com a millor davanter i segon millor jugador de la història del país.
El seu comiat oficial va tenir lloc el 2 de juny de 2009 a un partit d'homenatge celebrat a l'Estadio Nacional de Xile.

## Primera Divisió
Va debutar professionalment el 10 d'abril de 1993, en un partit per la Copa Xilena davant Colchagua. L'afició universitària li va donar el sobrenom de "Matador" causa de la seva sang freda a l'hora de definir basada en un dels senzills del grup musical Los Fabulosos Cadillacs, que en aquesta època estava de moda.
En l'equip blau va aconseguir dos títols del campionat xilè (1994 i 1995), i peça fonamental en l'atac de l'equip universitari. En tres temporades va deixar en clar la seva qualitat golejadora, convertint 74 gols. El 13 març 1996 va completar 100 partits amb la samarreta de la Universidad de Chile. A més, el 1996 arriba a jugar la semifinal de la Copa Libertadores d'Amèrica, on Universidad de Chile va ser eliminada per River Plate després d'un polèmic arbitratge.
Això va ser suficient perquè el mateix River Plate i Boca Juniors, equips argentins rivals entre si, s'interessessin en ell, i l'equip dels milionaris qui finalment el va adquirir a 2,6 milions de dòlars, una xifra inèdita per un davanter xilè. El seu traspàs no va ser en va i de pas va trencar el prejudici que als jugadors xilens els anava malament a l'Argentina. El 30 setembre 1996 marca el seu primer gol amb la casaca de River en el clàssic davant Boca Juniors a La Bombonera.
Va aconseguir tres campionats argentins (Apertura 1996, Clausura 1997 i Apertura 1997), més la Supercopa Sud-americana, el mateix any 1997. A més, va ser escollit el millor futbolista de la temporada a l'Argentina i futbolista sud-americà de l'any el 1997.
El 1998, va fitxar per la Lazio d'Itàlia, que va pagar l'enorme xifra de 17,5 milions de dòlars, on tindria com a companys d'equip a astres com Pavel Nedvěd, Alessandro Nesta i Christian Vieri, entre altres figures, conformant un dels millors equips en la història d'aquest club. Debuta per la Lazio a la Supercopa d'Itàlia davant la Juventus FC el 29 d'agost de 1998. Amb Salas en l'equip, els èxits en el futbol italià van tornar, després de 25 anys, a la Lazio amb dues Supercopes italianes (1998 i 2000), una Lliga italiana (2000), una Recopa d'Europa (1999) i una Supercopa d'Europa, aconseguida el mateix any 1999, amb un gol del "Matador".
El 2001 va signar per la Juventus, després de pagar el club 25 milions d'euros per ell, la que fins ara és la transferència més cara d'un jugador xilè. No obstant això, la seva estada a Torí es va truncar a causa d'un trencament de lligaments en el seu genoll dret davant el Bolonya FC vàlida per la lliga italiana, de manera que va jugar pocs partits en l'equip de la Vecchia Signora. Tot i així, el seu equip va guanyar de nou la Lliga italiana, el 2002 i 2003.
El 2003 seria l'any del seu retorn a l'Argentina en qualitat de préstec a River Plate amb el qual arriba a la final de la Copa Sud-americana 2003. A la final, River Plate va caure davant el Cienciano del Perú, però en la mateixa temporada aconsegueix un nou títol: el Clausura argentí. L'11 de maig de 2004 marca el gol número 200 de la seva carrera, va ser amb la samarreta de River davant el Santos Laguna de Mèxic per la Copa Libertadores d'Amèrica.
El 2005, va tornar al club dels seus amors: Universidad de Chile, convertint-se en el capità i líder indiscutible de l'equip, amb qui arriba a dues finals sense poder guanyar el trofeu, al Clausura de 2005 contra Universidad Católica i l'Apertura del 2006 contra Colo-Colo. A l'Apertura de 2007 es va mantenir allunyat de l'activitat, tornant per al Clausura del mateix any, recuperat físicament i amb una nova nominació per a una gira europea de la selecció xilena.
El dia 28 de novembre de 2008 va anunciar la seva retirada del futbol professional després del partit del 23 de novembre on Universidad de Chile va vèncer Cobreloa per 3-2 a l'Estadio Nacional. Deixant per al record 155 gols en tornejos oficials de Primera Divisió i 248 gols com a futbolista professional, 111 a la Universidad de Chile, 48 a River Plate, 48 a la Lazio, 4 a la Juventus i 37 a la Selecció Xilena.
El 2 de juny del 2009 s'acomiada del futbol en un partit jugat a l'Estadio Nacional de Xile amb figures com Enzo Francescoli, David Trezeguet, Paolo Montero, Ariel Ortega, Leonardo Rodríguez, entre d'altres. El públic assistent va ser de 70.000 persones.
Per a les estadístiques, Salas ha guanyat el títol nacional en les tres lligues i en cada equip on ha jugat, i el jugador xilè de més èxit fins al moment.

## Internacional de futbol de Xile
Va debutar el juny de 1994, a l'Estadio Nacional de Xile, davant la selecció argentina de Diego Maradona, partit que va finalitzar 3-3. Salas va entrar en el segon temps i va marcar un dels gols xilens. El 1995 va guanyar la Copa Canadà marcant un dels dos gols xilens a la final contra la selecció local (2-1).
Conjuntament amb Iván Zamorano va formar la popularment coneguda dupla "Sa-Za", que va aconseguir portar la selecció de Xile a la Copa del Món de 1998. Salas va ser el segon golejador d'aquestes classificatòries, per darrere de Zamorano, i va marcar gols recordats: a Quito davant Equador i com a local davant l'Uruguai, a més de triplets davant Perú i Colòmbia, i un gol en el partit final contra Bolívia.
En la gira preparatòria per al Mundial de Futbol França 1998, Xile va jugar un partit amistós davant Anglaterra al mític estadi de Wembley davant prop de 65.000 espectadors, l'11 de febrer de 1998. En un recordadíssim partit per als seus compatriotes, Xile va guanyar per 2-0 amb gols del "Matador". Un gran factura, amb un control, gir i definició perfecta, sense deixar que la pilota toqués el terra després d'una passada de més de 60 metres de José Luis Sierra. L'altre, un penal que ell mateix va crear després de regatejar a Sol Campbell.
El 1998, Marcelo Salas va tenir una destacada actuació al Mundial de França 1998, fins a arribar als vuitens de final del torneig, va marcar 4 gols (2 contra Itàlia, un contra Àustria i un altre contra Brasil).
Després d'una llarga absència a la selecció i diversos partits sense marcar, va convertir el tercer gol de la victòria de Xile davant Bolívia, el 4 de juny de 2005. Amb aquest gol va acabar la seva sequera golejadora a la selecció, que es remuntava a 2001. Amb aquest gol es converteix en l'exclusiu golejador històric de la selecció xilena, al marcar el seu gol número 35 per "la Roja", superant així a Ivan Zamorano (34).
En acabar les eliminatòries per al Mundial d'Alemanya 2006 es va retirar de la selecció, però va tornar l'agost de 2007 per jugar la gira europea contra Suïssa i Àustria, aquest cop de la mà de Marcelo Bielsa com a director tècnic de Xile. A l'octubre d'aquest any és nominat per iniciar les classificatòries davant l'Argentina i Perú. Durant el partit vàlid per les classificatòries per Sud-àfrica 2010 que Xile disputa a l'Uruguai, Marcelo Salas converteix 2 gols, el primer de cap i el segon, de penal, el que ho ratifica com el màxim golejador històric de la selecció amb 37 gols, superant a Iván Zamorano, Leonel Sánchez i Carlos Caszely. Amb 18 gols va quedar a una mica d'igualar com a màxim artiller de les classificatòries sud-americanes, l'argentí Hernán Crespo (19 conquestes).